# Elezioni comunali nelle Marche del 1998
Le elezioni comunali nelle Marche del 1998 si tennero il 24 maggio (con ballottaggio il 7 giugno) e il 29 novembre (con ballottaggio il 13 dicembre).

## Riepilogo sindaci eletti
Coalizione di centro-sinistra
     Coalizione di centro-destra
     Coalizione di sinistra
     Commissario prefettizio
| Provincia     | Comune             | Data                     | Popolazione legale (censimento 1991) | Sindaco uscente | Sindaco uscente        | Sindaco eletto | Sindaco eletto           | Primo turno | Primo turno | Secondo turno | Secondo turno | Seggi   |
| Provincia     | Comune             | Data                     | Popolazione legale (censimento 1991) | Sindaco uscente | Sindaco uscente        | Sindaco eletto | Sindaco eletto           | Voti        | %           | Voti          | %             | Seggi   |
| ------------- | ------------------ | ------------------------ | ------------------------------------ | --------------- | ---------------------- | -------------- | ------------------------ | ----------- | ----------- | ------------- | ------------- | ------- |
| Ancona        | Fabriano           | 24 maggio, 7 giugno      | 28 721                               |                 | Carmine Rotondi        |                | Francesco Santini (Ind.) | 8 790       | 46,55       | 10 073        | 57,90         | 12 / 20 |
| Ancona        | Jesi               | 24 maggio                | 40 156                               |                 | Marco Polita (PDS)     |                | Marco Polita (DS)        | 16 562      | 68,33       | —             | —             | 22 / 30 |
| Ancona        | Senigallia         | 29 novembre, 13 dicembre | 43 391                               |                 | Graziano Mariani (PDS) |                | Fabrizio Marcantoni (AN) | 8 749       | 34,49       | 10 703        | 52,63         | 10 / 30 |
| Ascoli Piceno | Porto San Giorgio  | 29 novembre, 13 dicembre | 15 853                               |                 | Antonio Rossi (PPI)    |                | Francesco Amici (Ind.)   | 3 198       | 30,91       | 5 418         | 59,19         | 12 / 20 |
| Ascoli Piceno | Porto Sant'Elpidio | 29 novembre, 13 dicembre | 21 112                               |                 | Giuseppe Colli         |                | Paolo Petrini (DS)       | 6 695       | 49,81       | 6 573         | 62,16         | 12 / 20 |
| Macerata      | Tolentino          | 24 maggio, 7 giugno      | 18 346                               |                 | Giuseppe Foglia (PDS)  |                | Giuseppe Foglia (DS)     | 5 503       | 43,74       | 6 258         | 58,52         | 12 / 20 |

## Elezioni del maggio 1998

### Ancona

#### Fabriano
| Candidati                     | Candidati                       | II turno                        | II turno                        | I turno | I turno | Liste                            | Voti   | %     | Seggi |
| Candidati                     | Candidati                       | Voti                            | %                               | Voti    | %       | Liste                            | Voti   | %     | Seggi |
| ----------------------------- | ------------------------------- | ------------------------------- | ------------------------------- | ------- | ------- | -------------------------------- | ------ | ----- | ----- |
|                               | Francesco Santini ✔️ Sindaco    | 10 073                          | 57,90                           | 8 790   | 46,55   | Democratici di Sinistra          | 2 682  | 15,64 | 4     |
| Fabriano Democratica          | Francesco Santini ✔️ Sindaco    | 10 073                          | 57,90                           | 8 790   | 46,55   | 1 700                            | 9,91   | 3     |       |
| Fabriano Popolare             | Francesco Santini ✔️ Sindaco    | 10 073                          | 57,90                           | 8 790   | 46,55   | 1 629                            | 9,50   | 3     |       |
| Partito Popolare Italiano     | Francesco Santini ✔️ Sindaco    | 10 073                          | 57,90                           | 8 790   | 46,55   | 1 376                            | 8,02   | 2     |       |
| Rinnovamento Italiano - Altri | Francesco Santini ✔️ Sindaco    | 10 073                          | 57,90                           | 8 790   | 46,55   | 297                              | 1,73   | –     |       |
| Totale liste                  | Francesco Santini ✔️ Sindaco    | 10 073                          | 57,90                           | 8 790   | 46,55   | 7 684                            | 44,80  | 12    |       |
|                               | Maria Di Bartolomeo Oteri       | 7 325                           | 42,10                           | 7 088   | 37,54   | Cristiani Democratici Uniti      | 3 557  | 20,74 | 3     |
| Alleanza Nazionale            | Maria Di Bartolomeo Oteri       | 7 325                           | 42,10                           | 7 088   | 37,54   | 1 160                            | 6,76   | 1     |       |
| Forza Italia                  | Maria Di Bartolomeo Oteri       | 7 325                           | 42,10                           | 7 088   | 37,54   | 1 020                            | 5,95   | 1     |       |
| Fabriano Insieme              | Maria Di Bartolomeo Oteri       | 7 325                           | 42,10                           | 7 088   | 37,54   | 642                              | 3,74   | –     |       |
| Seggio di coalizione          | Seggio di coalizione            | Seggio di coalizione            | 42,10                           | 7 088   | 37,54   | 1                                |        |       |       |
| Totale liste                  | Maria Di Bartolomeo Oteri       | 7 325                           | 42,10                           | 7 088   | 37,54   | 6 379                            | 37,19  | 5     |       |
|                               | Antonio Pacini                  | Antonio Pacini                  | Antonio Pacini                  | 1 041   | 5,51    | Rifondazione Comunista           | 1 027  | 5,99  | –     |
| Seggio di coalizione          | Seggio di coalizione            | Seggio di coalizione            | Antonio Pacini                  | 1 041   | 5,51    | 1                                |        |       |       |
|                               | Roberto Bellucci                | Roberto Bellucci                | Roberto Bellucci                | 833     | 4,41    | Centro Cristiano Democratico (A) | 875    | 5,10  | –     |
| Seggio di coalizione          | Seggio di coalizione            | Seggio di coalizione            | Roberto Bellucci                | 833     | 4,41    | 1                                |        |       |       |
|                               | Sandro Romani                   | Sandro Romani                   | Sandro Romani                   | 553     | 2,93    | Società Civile                   | 875    | 5,10  | –     |
|                               | Guido Biscontini                | Guido Biscontini                | Guido Biscontini                | 340     | 1,80    | Sinistra in Movimento            | 328    | 1,91  | –     |
|                               | Maria Antonietta Rossi Marcelli | Maria Antonietta Rossi Marcelli | Maria Antonietta Rossi Marcelli | 238     | 1,26    | Socialisti Democratici Italiani  | 292    | 1,70  | –     |
| Totale                        | Totale                          | 17 398                          | 100                             | 18 883  | 100     |                                  | 17 151 | 100   | 20    |
|                               |                                 |                                 |                                 |         |         |                                  |        |       |       |
| Schede bianche                | Schede bianche                  | 196                             | 1,09                            | 419     | 2,08    |                                  |        |       |       |
| Schede nulle                  | Schede nulle                    | 348                             | 1,94                            | 844     | 4,19    |                                  |        |       |       |
| Votanti                       | Votanti                         | 17 942                          | 70,24                           | 20 146  | 78,87   |                                  |        |       |       |
| Elettori                      | Elettori                        | 25 543                          |                                 | 25 543  |         |                                  |        |       |       |
|                               |                                 |                                 |                                 |         |         |                                  |        |       |       |
| Fonte: Ministero dell'interno |                                 |                                 |                                 |         |         |                                  |        |       |       |

- La lista contrassegnata con la lettera A è apparentata al secondo turno con il candidato sindaco Maria Di Bartolomeo Oteri.

#### Jesi
|                                 | Marco Polita ✔️ Sindaco | 16 562               | 68,33 | Democratici di Sinistra                     | 6 492  | 31,65 | 11 |  |  |
| Socialisti Democratici Italiani | Marco Polita ✔️ Sindaco | 16 562               | 68,33 | 2 332                                       | 11,37  | 4     |    |  |  |
| Rifondazione Comunista          | Marco Polita ✔️ Sindaco | 16 562               | 68,33 | 2 007                                       | 9,78   | 3     |    |  |  |
| Partito Popolare Italiano       | Marco Polita ✔️ Sindaco | 16 562               | 68,33 | 1 457                                       | 7,10   | 2     |    |  |  |
| Partito Repubblicano Italiano   | Marco Polita ✔️ Sindaco | 16 562               | 68,33 | 810                                         | 3,95   | 1     |    |  |  |
| Federazione dei Verdi           | Marco Polita ✔️ Sindaco | 16 562               | 68,33 | 743                                         | 3,62   | 1     |    |  |  |
| Rinnovamento Italiano           | Marco Polita ✔️ Sindaco | 16 562               | 68,33 | 488                                         | 2,38   | –     |    |  |  |
| Totale liste                    | Marco Polita ✔️ Sindaco | 16 562               | 68,33 | 14 329                                      | 69,86  | 22    |    |  |  |
|                                 | Francesco Bravi         | 6 452                | 26,62 | Forza Italia - Centro Cristiano Democratico | 3 087  | 15,05 | 4  |  |  |
| Alleanza Nazionale              | Francesco Bravi         | 6 452                | 26,62 | 1 969                                       | 9,60   | 2     |    |  |  |
| Seggio di coalizione            | Seggio di coalizione    | Seggio di coalizione | 26,62 | 1                                           |        |       |    |  |  |
| Totale liste                    | Francesco Bravi         | 6 452                | 26,62 | 5 056                                       | 24,65  | 6     |    |  |  |
|                                 | Paolo Marcozzi          | 1 226                | 5,06  | Lista Civica Marcozzi                       | 1 127  | 5,49  | –  |  |  |
| Seggio di coalizione            | Seggio di coalizione    | Seggio di coalizione | 5,06  | 1                                           |        |       |    |  |  |
| Totale                          | Totale                  | 24 240               | 100   |                                             | 20 512 | 100   | 30 |  |  |
|                                 |                         |                      |       |                                             |        |       |    |  |  |
| Schede bianche                  | Schede bianche          | 808                  | 3,12  |                                             |        |       |    |  |  |
| Schede nulle                    | Schede nulle            | 873                  | 3,37  |                                             |        |       |    |  |  |
| Votanti                         | Votanti                 | 25 921               | 74,27 |                                             |        |       |    |  |  |
| Elettori                        | Elettori                | 34 899               |       |                                             |        |       |    |  |  |
|                                 |                         |                      |       |                                             |        |       |    |  |  |
| Fonte: Ministero dell'interno   |                         |                      |       |                                             |        |       |    |  |  |

### Macerata

#### Tolentino
| Candidati                       | Candidati                  | II turno             | II turno         | I turno | I turno | Liste                                                      | Voti   | %     | Seggi |
| Candidati                       | Candidati                  | Voti                 | %                | Voti    | %       | Liste                                                      | Voti   | %     | Seggi |
| ------------------------------- | -------------------------- | -------------------- | ---------------- | ------- | ------- | ---------------------------------------------------------- | ------ | ----- | ----- |
|                                 | Giuseppe Foglia ✔️ Sindaco | 6 258                | 58,52            | 5 503   | 43,74   | Democratici di Sinistra                                    | 2 761  | 24,86 | 7     |
| Partito Popolare Italiano       | Giuseppe Foglia ✔️ Sindaco | 6 258                | 58,52            | 5 503   | 43,74   | 838                                                        | 7,54   | 2     |       |
| Socialisti Democratici Italiani | Giuseppe Foglia ✔️ Sindaco | 6 258                | 58,52            | 5 503   | 43,74   | 764                                                        | 6,88   | 2     |       |
| Partito Repubblicano Italiano   | Giuseppe Foglia ✔️ Sindaco | 6 258                | 58,52            | 5 503   | 43,74   | 541                                                        | 4,87   | 1     |       |
| Totale liste                    | Giuseppe Foglia ✔️ Sindaco | 6 258                | 58,52            | 5 503   | 43,74   | 4 904                                                      | 44,15  | 12    |       |
|                                 | Andrea Pazzaglia           | 4 436                | 41,48            | 4 238   | 33,69   | Centro Cristiano Democratico - Cristiani Democratici Uniti | 1 237  | 11,14 | 2     |
| Forza Italia                    | Andrea Pazzaglia           | 4 436                | 41,48            | 4 238   | 33,69   | 1 194                                                      | 10,75  | 1     |       |
| Amare Tolentino                 | Andrea Pazzaglia           | 4 436                | 41,48            | 4 238   | 33,69   | 750                                                        | 6,75   | 1     |       |
| Alleanza Nazionale              | Andrea Pazzaglia           | 4 436                | 41,48            | 4 238   | 33,69   | 733                                                        | 6,60   | 1     |       |
| Seggio di coalizione            | Seggio di coalizione       | Seggio di coalizione | 41,48            | 4 238   | 33,69   | 1                                                          |        |       |       |
| Totale liste                    | Andrea Pazzaglia           | 4 436                | 41,48            | 4 238   | 33,69   | 3 914                                                      | 35,24  | 5     |       |
|                                 | Gianni Corvatta            | Gianni Corvatta      | Gianni Corvatta  | 1 400   | 11,13   | Rifondazione Comunista                                     | 818    | 7,36  | –     |
| Per il 2000                     | Gianni Corvatta            | Gianni Corvatta      | Gianni Corvatta  | 1 400   | 11,13   | 334                                                        | 3,01   | –     |       |
| Seggio di coalizione            | Seggio di coalizione       | Seggio di coalizione | Gianni Corvatta  | 1 400   | 11,13   | 1                                                          |        |       |       |
| Totale liste                    | Gianni Corvatta            | Gianni Corvatta      | Gianni Corvatta  | 1 400   | 11,13   | 1 152                                                      | 10,37  | –     |       |
|                                 | Franco Casadidio           | Franco Casadidio     | Franco Casadidio | 1 243   | 9,88    | Voce alla Città                                            | 939    | 8,45  | –     |
| Seggio di coalizione            | Seggio di coalizione       | Seggio di coalizione | Franco Casadidio | 1 243   | 9,88    | 1                                                          |        |       |       |
|                                 | Pierpaolo Turchi           | Pierpaolo Turchi     | Pierpaolo Turchi | 197     | 1,57    | Movimento Sociale Fiamma Tricolore                         | 199    | 1,79  | –     |
| Totale                          | Totale                     | 10 694               | 100              | 12 581  | 100     |                                                            | 11 108 | 100   | 20    |
|                                 |                            |                      |                  |         |         |                                                            |        |       |       |
| Schede bianche                  | Schede bianche             | 190                  | 1,70             | 199     | 1,51    |                                                            |        |       |       |
| Schede nulle                    | Schede nulle               | 269                  | 2,41             | 441     | 3,34    |                                                            |        |       |       |
| Votanti                         | Votanti                    | 11 153               | 69,44            | 13 221  | 82,32   |                                                            |        |       |       |
| Elettori                        | Elettori                   | 16 061               |                  | 16 061  |         |                                                            |        |       |       |
|                                 |                            |                      |                  |         |         |                                                            |        |       |       |
| Fonte: Ministero dell'interno   |                            |                      |                  |         |         |                                                            |        |       |       |

## Elezioni del novembre 1998

### Ancona

#### Senigallia
| Candidati                            | Candidati                      | II turno                | II turno                | I turno | I turno | Liste                         | Voti   | %     | Seggi |
| Candidati                            | Candidati                      | Voti                    | %                       | Voti    | %       | Liste                         | Voti   | %     | Seggi |
| ------------------------------------ | ------------------------------ | ----------------------- | ----------------------- | ------- | ------- | ----------------------------- | ------ | ----- | ----- |
|                                      | Fabrizio Marcantoni ✔️ Sindaco | 10 703                  | 52,63                   | 8 749   | 34,49   | Alleanza Nazionale            | 2 457  | 10,87 | 3     |
| Forza Italia                         | Fabrizio Marcantoni ✔️ Sindaco | 10 703                  | 52,63                   | 8 749   | 34,49   | 2 046                         | 9,05   | 3     |       |
| Marcantoni per Senigallia            | Fabrizio Marcantoni ✔️ Sindaco | 10 703                  | 52,63                   | 8 749   | 34,49   | 1 479                         | 6,54   | 2     |       |
| Centro Cristiano Democratico - Altri | Fabrizio Marcantoni ✔️ Sindaco | 10 703                  | 52,63                   | 8 749   | 34,49   | 1 255                         | 5,55   | 2     |       |
| Totale liste                         | Fabrizio Marcantoni ✔️ Sindaco | 10 703                  | 52,63                   | 8 749   | 34,49   | 7 237                         | 32,01  | 10    |       |
|                                      | Luciano Chiappa                | 9 632                   | 47,37                   | 11 929  | 47,02   | Democratici di Sinistra       | 6 298  | 27,86 | 9     |
| Partito Popolare Italiano            | Luciano Chiappa                | 9 632                   | 47,37                   | 11 929  | 47,02   | 1 835                         | 8,12   | 2     |       |
| Rifondazione Comunista               | Luciano Chiappa                | 9 632                   | 47,37                   | 11 929  | 47,02   | 1 448                         | 6,40   | 2     |       |
| Rinnovamento Italiano                | Luciano Chiappa                | 9 632                   | 47,37                   | 11 929  | 47,02   | 725                           | 3,21   | 1     |       |
| Socialisti Democratici Italiani      | Luciano Chiappa                | 9 632                   | 47,37                   | 11 929  | 47,02   | 674                           | 2,98   | 1     |       |
| Comunisti Italiani                   | Luciano Chiappa                | 9 632                   | 47,37                   | 11 929  | 47,02   | 607                           | 2,68   | –     |       |
| Seggio di coalizione                 | Seggio di coalizione           | Seggio di coalizione    | 47,37                   | 11 929  | 47,02   | 1                             |        |       |       |
| Totale liste                         | Luciano Chiappa                | 9 632                   | 47,37                   | 11 929  | 47,02   | 11 587                        | 51,25  | 15    |       |
|                                      | Simone Ceresoni                | Simone Ceresoni         | Simone Ceresoni         | 3 844   | 15,15   | Federazione dei Verdi         | 3 024  | 13,38 | 3     |
| Seggio di coalizione                 | Seggio di coalizione           | Seggio di coalizione    | Simone Ceresoni         | 3 844   | 15,15   | 1                             |        |       |       |
|                                      | Pietro Armando Angelini        | Pietro Armando Angelini | Pietro Armando Angelini | 564     | 2,22    | Partito Repubblicano Italiano | 495    | 2,19  | –     |
|                                      | Giampaolo Manizza              | Giampaolo Manizza       | Giampaolo Manizza       | 283     | 1,12    | Lista Civica                  | 265    | 1,17  | –     |
| Totale                               | Totale                         | 20 335                  | 100                     | 25 369  | 100     |                               | 22 608 | 100   | 30    |
|                                      |                                |                         |                         |         |         |                               |        |       |       |
| Schede bianche                       | Schede bianche                 | 389                     | 1,84                    | 821     | 3,04    |                               |        |       |       |
| Schede nulle                         | Schede nulle                   | 445                     | 2,10                    | 773     | 2,87    |                               |        |       |       |
| Votanti                              | Votanti                        | 21 169                  | 57,48                   | 26 963  | 73,21   |                               |        |       |       |
| Elettori                             | Elettori                       | 36 828                  |                         | 36 828  |         |                               |        |       |       |
|                                      |                                |                         |                         |         |         |                               |        |       |       |
| Fonte: Ministero dell'interno        |                                |                         |                         |         |         |                               |        |       |       |

### Ascoli Piceno

#### Porto San Giorgio
| Candidati                                         | Candidati                  | II turno                   | II turno                   | I turno | I turno | Liste                                    | Voti  | %     | Seggi |
| Candidati                                         | Candidati                  | Voti                       | %                          | Voti    | %       | Liste                                    | Voti  | %     | Seggi |
| ------------------------------------------------- | -------------------------- | -------------------------- | -------------------------- | ------- | ------- | ---------------------------------------- | ----- | ----- | ----- |
|                                                   | Francesco Amici ✔️ Sindaco | 5 418                      | 59,19                      | 3 198   | 30,91   | Alleanza Nazionale                       | 1 461 | 16,55 | 5     |
| Forza Italia                                      | Francesco Amici ✔️ Sindaco | 5 418                      | 59,19                      | 3 198   | 30,91   | 1 152                                    | 13,05 | 4     |       |
| Centro Cristiano Democratico                      | Francesco Amici ✔️ Sindaco | 5 418                      | 59,19                      | 3 198   | 30,91   | 629                                      | 7,12  | 2     |       |
| Cristiani Democratici Sangiorgesi                 | Francesco Amici ✔️ Sindaco | 5 418                      | 59,19                      | 3 198   | 30,91   | 422                                      | 4,78  | 1     |       |
| Totale liste                                      | Francesco Amici ✔️ Sindaco | 5 418                      | 59,19                      | 3 198   | 30,91   | 3 664                                    | 41,50 | 12    |       |
|                                                   | Antonio Rossi              | 3 735                      | 40,81                      | 4 096   | 39,59   | Democratici di Sinistra                  | 1 376 | 15,59 | 3     |
| Lista Rossi                                       | Antonio Rossi              | 3 735                      | 40,81                      | 4 096   | 39,59   | 778                                      | 8,81  | 1     |       |
| Federazione dei Verdi                             | Antonio Rossi              | 3 735                      | 40,81                      | 4 096   | 39,59   | 430                                      | 4,87  | –     |       |
| Rinnovamento Italiano                             | Antonio Rossi              | 3 735                      | 40,81                      | 4 096   | 39,59   | 129                                      | 1,46  | –     |       |
| Seggio di coalizione                              | Seggio di coalizione       | Seggio di coalizione       | 40,81                      | 4 096   | 39,59   | 1                                        |       |       |       |
| Totale liste                                      | Antonio Rossi              | 3 735                      | 40,81                      | 4 096   | 39,59   | 2 713                                    | 30,73 | 4     |       |
|                                                   | Paolo Maria Ciarrocchi     | Paolo Maria Ciarrocchi     | Paolo Maria Ciarrocchi     | 2 446   | 23,64   | Partito Popolare Italiano                | 669   | 7,58  | 1     |
| Unione Democratica per la Repubblica              | Paolo Maria Ciarrocchi     | Paolo Maria Ciarrocchi     | Paolo Maria Ciarrocchi     | 2 446   | 23,64   | 485                                      | 5,49  | 1     |       |
| Partito Repubblicano Italiano - Sangiorgio Nostra | Paolo Maria Ciarrocchi     | Paolo Maria Ciarrocchi     | Paolo Maria Ciarrocchi     | 2 446   | 23,64   | 398                                      | 4,51  | –     |       |
| Socialisti Democratici Italiani                   | Paolo Maria Ciarrocchi     | Paolo Maria Ciarrocchi     | Paolo Maria Ciarrocchi     | 2 446   | 23,64   | 309                                      | 3,50  | –     |       |
| Seggio di coalizione                              | Seggio di coalizione       | Seggio di coalizione       | Paolo Maria Ciarrocchi     | 2 446   | 23,64   | 1                                        |       |       |       |
| Totale liste                                      | Paolo Maria Ciarrocchi     | Paolo Maria Ciarrocchi     | Paolo Maria Ciarrocchi     | 2 446   | 23,64   | 1 861                                    | 21,08 | 2     |       |
|                                                   | Gianluca Zamponi Gattafoni | Gianluca Zamponi Gattafoni | Gianluca Zamponi Gattafoni | 330     | 3,19    | Rinascita Italiana per Porto San Giorgio | 255   | 2,89  | –     |
|                                                   | Nicola Nuzzolese           | Nicola Nuzzolese           | Nicola Nuzzolese           | 326     | 3,15    | Rifondazione Comunista                   | 336   | 3,81  | –     |
| Totale                                            | Totale                     | 9 153                      | 100                        | 10 346  | 100     |                                          | 8 829 | 100   | 20    |
|                                                   |                            |                            |                            |         |         |                                          |       |       |       |
| Schede bianche                                    | Schede bianche             | 120                        | 1,26                       | 158     | 1,45    |                                          |       |       |       |
| Schede nulle                                      | Schede nulle               | 236                        | 2,48                       | 392     | 3,60    |                                          |       |       |       |
| Votanti                                           | Votanti                    | 9 509                      | 69,56                      | 10 896  | 79,70   |                                          |       |       |       |
| Elettori                                          | Elettori                   | 13 671                     |                            | 13 671  |         |                                          |       |       |       |
|                                                   |                            |                            |                            |         |         |                                          |       |       |       |
| Fonte: Ministero dell'interno                     |                            |                            |                            |         |         |                                          |       |       |       |

#### Porto Sant'Elpidio
| Candidati                      | Candidati                | II turno             | II turno         | I turno | I turno | Liste                   | Voti   | %     | Seggi |
| Candidati                      | Candidati                | Voti                 | %                | Voti    | %       | Liste                   | Voti   | %     | Seggi |
| ------------------------------ | ------------------------ | -------------------- | ---------------- | ------- | ------- | ----------------------- | ------ | ----- | ----- |
|                                | Paolo Petrini ✔️ Sindaco | 6 573                | 62,16            | 6 695   | 49,81   | Democratici di Sinistra | 2 576  | 21,61 | 6     |
| Impegno per Porto Sant'Elpidio | Paolo Petrini ✔️ Sindaco | 6 573                | 62,16            | 6 695   | 49,81   | 1 437                   | 12,05  | 3     |       |
| Partito Popolare Italiano      | Paolo Petrini ✔️ Sindaco | 6 573                | 62,16            | 6 695   | 49,81   | 1 239                   | 10,39  | 2     |       |
| Rinnovamento Italiano          | Paolo Petrini ✔️ Sindaco | 6 573                | 62,16            | 6 695   | 49,81   | 425                     | 3,56   | 1     |       |
| Federazione dei Verdi          | Paolo Petrini ✔️ Sindaco | 6 573                | 62,16            | 6 695   | 49,81   | 284                     | 2,38   | –     |       |
| Totale liste                   | Paolo Petrini ✔️ Sindaco | 6 573                | 62,16            | 6 695   | 49,81   | 5 961                   | 50,00  | 12    |       |
|                                | Giancarlo Pacini         | 4 001                | 37,84            | 4 681   | 34,82   | Alleanza Nazionale      | 2 052  | 17,21 | 3     |
| Forza Italia                   | Giancarlo Pacini         | 4 001                | 37,84            | 4 681   | 34,82   | 1 199                   | 10,06  | 1     |       |
| Centro Cristiano Democratico   | Giancarlo Pacini         | 4 001                | 37,84            | 4 681   | 34,82   | 644                     | 5,40   | 1     |       |
| Partito Socialista             | Giancarlo Pacini         | 4 001                | 37,84            | 4 681   | 34,82   | 307                     | 2,58   | –     |       |
| Seggio di coalizione           | Seggio di coalizione     | Seggio di coalizione | 37,84            | 4 681   | 34,82   | 1                       |        |       |       |
| Totale liste                   | Giancarlo Pacini         | 4 001                | 37,84            | 4 681   | 34,82   | 4 202                   | 35,25  | 5     |       |
|                                | Luciano Vita             | Luciano Vita         | Luciano Vita     | 1 459   | 10,85   | Rifondazione Comunista  | 834    | 7,00  | 1     |
| La Sinistra                    | Luciano Vita             | Luciano Vita         | Luciano Vita     | 1 459   | 10,85   | 541                     | 4,54   | –     |       |
| Seggio di coalizione           | Seggio di coalizione     | Seggio di coalizione | Luciano Vita     | 1 459   | 10,85   | 1                       |        |       |       |
| Totale liste                   | Luciano Vita             | Luciano Vita         | Luciano Vita     | 1 459   | 10,85   | 1 375                   | 11,53  | 1     |       |
|                                | Stefano Diamanti         | Stefano Diamanti     | Stefano Diamanti | 607     | 4,52    | Lista Civica            | 384    | 3,22  | –     |
| Totale                         | Totale                   | 10 574               | 100              | 13 442  | 100     |                         | 11 922 | 100   | 20    |
|                                |                          |                      |                  |         |         |                         |        |       |       |
| Schede bianche                 | Schede bianche           | 160                  | 1,45             | 391     | 2,72    |                         |        |       |       |
| Schede nulle                   | Schede nulle             | 265                  | 2,41             | 545     | 3,79    |                         |        |       |       |
| Votanti                        | Votanti                  | 10 999               | 60,71            | 14 378  | 79,36   |                         |        |       |       |
| Elettori                       | Elettori                 | 18 117               |                  | 18 117  |         |                         |        |       |       |
|                                |                          |                      |                  |         |         |                         |        |       |       |
| Fonte: Ministero dell'interno  |                          |                      |                  |         |         |                         |        |       |       |